# Gaspar Melchor de Jovellanos (Goya)
Gaspar Melchor de Jovellanos és un oli realitzat cap a 1798 pel pintor espanyol Francisco de Goya. Les seves dimensions són de 205 × 133 cm. S'exposa al Museu del Prado, Madrid.

## Descripció
Gaspar Melchor de Jovellanos, el Ministre de Gracia i Justícia, va ser retratat per Goya a Aranjuez a l'abril de 1798, poc després del retorn de Jovellanos a Madrid des de Gijón, la seva ciutat natal, on havia estat bandejat per defensar les reformes agràries i la llibertat econòmica. El retrat de Goya es realitza pocs mesos abans de la caiguda de Jovellanos a l'agost d'aquest mateix any per les seves reformes jansenistes.

## La relació entre Goya i Jovellanos
El 1783, el mateix Jovellanos havia intervingut en l'encàrrec a Goya de tres quadres per a l'altar major de l'església del Col·legi de la Immaculada de l'Ordre de Calatrava, a la Universitat de Salamanca, que va ser destruït durant la guerra de la Independència. Arran de la seva mediació, és possible que Goya li regalés l'esbós a l'oli, actualment al Museu del Prado, de la Inmaculada Concepción (1783-1784).